# Глікстальська волость
Глікстальська волость (з 1916 р. Глинська волость) — історична адміністративно-територіальна одиниця Тираспольського повіту Херсонської губернії.
Станом на 1886 рік складалася з 3 поселень, 3 сільських громад. Населення — 7505 осіб (3840 осіб чоловічої статі та 3665 — жіночої), 758 дворових господарств. Площа — 271,3 км2.
|                     | Площа, десятин | У тому числі орної, дес. |
| ------------------- | -------------- | ------------------------ |
| Сільських громад    | 24709          | 15275                    |
| Приватної власності | —              | —                        |
| Казенної власності  | —              | —                        |
| Іншої власності     | 123            | 113                      |
| Загалом             | 24832          | 15388                    |

Поселення волості:
- Гліксталь (Глинне) — колонія німців при балці Григоріополь за 48 верст від повітового міста, 2720 осіб, 288 дворів, лютеранська церква, школа, земська станція, 5 лавок, базар через 2 тижні по четвергах. За 8 верст — молитовний будинок, школа.
- Бергдоф (Колосова) — колонія німців при балці Григоріополь, 2158 осіб, 182 двори, лютеранська церква, школа, 5 лавок, базар через 2 тижні по четвергах.
- Нейдорф (Караманова) — колонія німців при балці Григоріополь, 2627 осіб, 278 дворів, лютеранська церква, реформаторський молитовний будинок, школа, паровий млин, 6 лавок.
- У 1887 році до складу волості також входили село Клейн-Бергдорф (115 чол., 113 жін.) та хутір Кронталь (17 чол., 25 жін.)[3].

У 1916 році Глинська волость займала площу  25696 десятин, населення — 4937 осіб, чоловіків — 2139, жінок — 2798, дворів — 993.